# Colômbia nos Jogos Olímpicos de Inverno da Juventude de 2016
A Colômbia participará dos Jogos Olímpicos de Inverno da Juventude de 2016, a serem realizados em Lillehammer, na Noruega com apenas um atleta no esqui alpino. Essa será a primeira participação do país nos Jogos Olímpicos de Inverno da Juventude.

## Esqui Alpino

### Masculino
Michael Poettoz